# Terre de Bancalié
Terre de Bancalié, okcitánsky Tèrra de Bancaliá, je francouzská obec v departementu Tarn v regionu Okcitánii. Rozloha jejího katastru dosahuje 17,41 km². V roce 2017 zde žilo 1737 obyvatel.